# Boudreville
Boudreville – miejscowość i gmina we Francji, w regionie Burgundia-Franche-Comté, w departamencie Côte-d’Or.
Według danych na rok 1990 gminę zamieszkiwały 72 osoby, a gęstość zaludnienia wynosiła 9 osób/km² (wśród 2044 gmin Burgundii Boudreville plasuje się na 838. miejscu pod względem liczby ludności, natomiast pod względem powierzchni na miejscu 1048.).